# بينغي فيلالوبوس
بينغي فيلالوبوس (بالإسبانية: Benji Villalobos) هو لاعب كرة قدم سلفادوري في مركز حراسة المرمى، ولد في 15 يوليو 1988 في إل ترانسيتو ‏ في السلفادور. شارك مع منتخب السلفادور لكرة القدم. أما مع النوادي، فقد لعب مع نادي أكويلا.

## وصلات خارجية
- بينغي فيلالوبوس على موقع الاتحاد الدولي (مؤرشف)  (الإنجليزية)
- بينغي فيلالوبوس على موقع قاعدة بيانات كرة القدم.إي يو (الإنجليزية)
- بينغي فيلالوبوس على موقع ناشيونال فوتبول تيمز (الإنجليزية)
- بينغي فيلالوبوس على موقع Soccerway.com (الإنجليزية)